# 仲谷香春
仲谷 香春（なかや こはる、1998年2月21日 - ）は、日本の女性元ファッションモデル、元女優である。福岡県出身。元スターダストプロモーション所属。2020年3月31日芸能界引退。

## 出演

### 映画
- 傷だらけの悪魔（2017年、KADOKAWA）　- 栄千翔子 役

### テレビドラマ
- セブンティーンキラー（2013年、フジテレビTWO） - 涼 役
- ファーストクラス 第6話（2014年11月19日、フジテレビ）

### 情報番組
- めざましテレビ（2016年4月 - 2019年3月）- イマドキガール

### CM
- 岩崎食品「岩崎本舗の角煮まん」（2011年12月 - 2013年12月）[1]

### 広告
- 明光義塾スチール・イメージキャラクター（2011年2月 - 2013年2月）
- ニッセン『プチベリー』2014年春号・夏号
- イーストボーイ・スクール2014春[2]
- 千總「夢立花」（2013年12月27日 - ）[3]

### WEB
- アオハルオンライン「こはるのシロいフユ」（2013年）[4]

## 書籍・出版

### 雑誌
- Seventeen（2012年3月号 - 2017年4月号、集英社） - 専属モデル[5]。